# Rainer Bonhof
Rainer Bonhof (sinh 29 /3/ 1952 tại Emmerich am Rhein, North Rhine-Westphalia) là cựu tuyển thủ Đức. Ông chơi ở vị trí tiền vệ phòng ngự và có thể chơi hậu vệ cánh trái. Bonhof được biết đến với lối chơi mạnh mẽ cũng những cú sút xa búa bổ từ ngoài vòng cấm. Bonhof là một trong những mắt xích quan trọng của tuyển Tây Đức vô địch 1974 FIFA World Cup. Bonhof cũng là một trong những ngôi sao của Borussia Mönchengladbach trong thời kì hoàng kim của CLB.

## Danh hiệu

### Câu lạc bộ
Borussia Mönchengladbach
- Bundesliga: 1970–71, 1974–75, 1975–76, 1976–77
- DFB-Pokal: 1972–73
- UEFA Cup: 1974–75

Valencia
- Copa del Rey: 1978–79
- UEFA Cup Winners Cup: 1979–80

Köln
- DFB-Pokal: 1982–83

### Quốc tế
Đức
- FIFA World Cup: 1974
- UEFA Euro: 1972, 1980; Runner-up 1976

### Thư viện ảnh

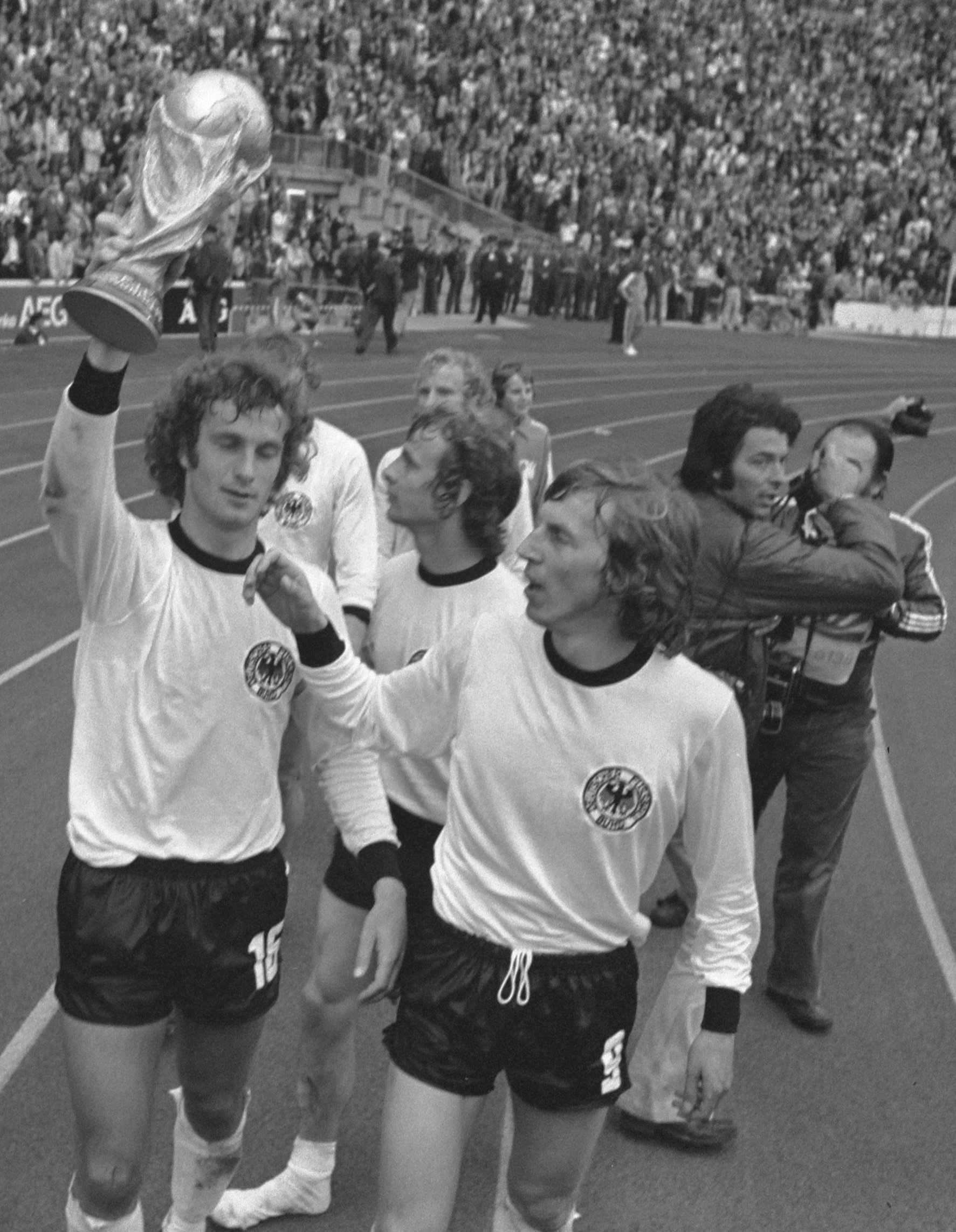
Bonhof (trái) cùng tuyển Tây Đức tại 1974 FIFA World Cup